# Niedergasse 67 (Stolberg)

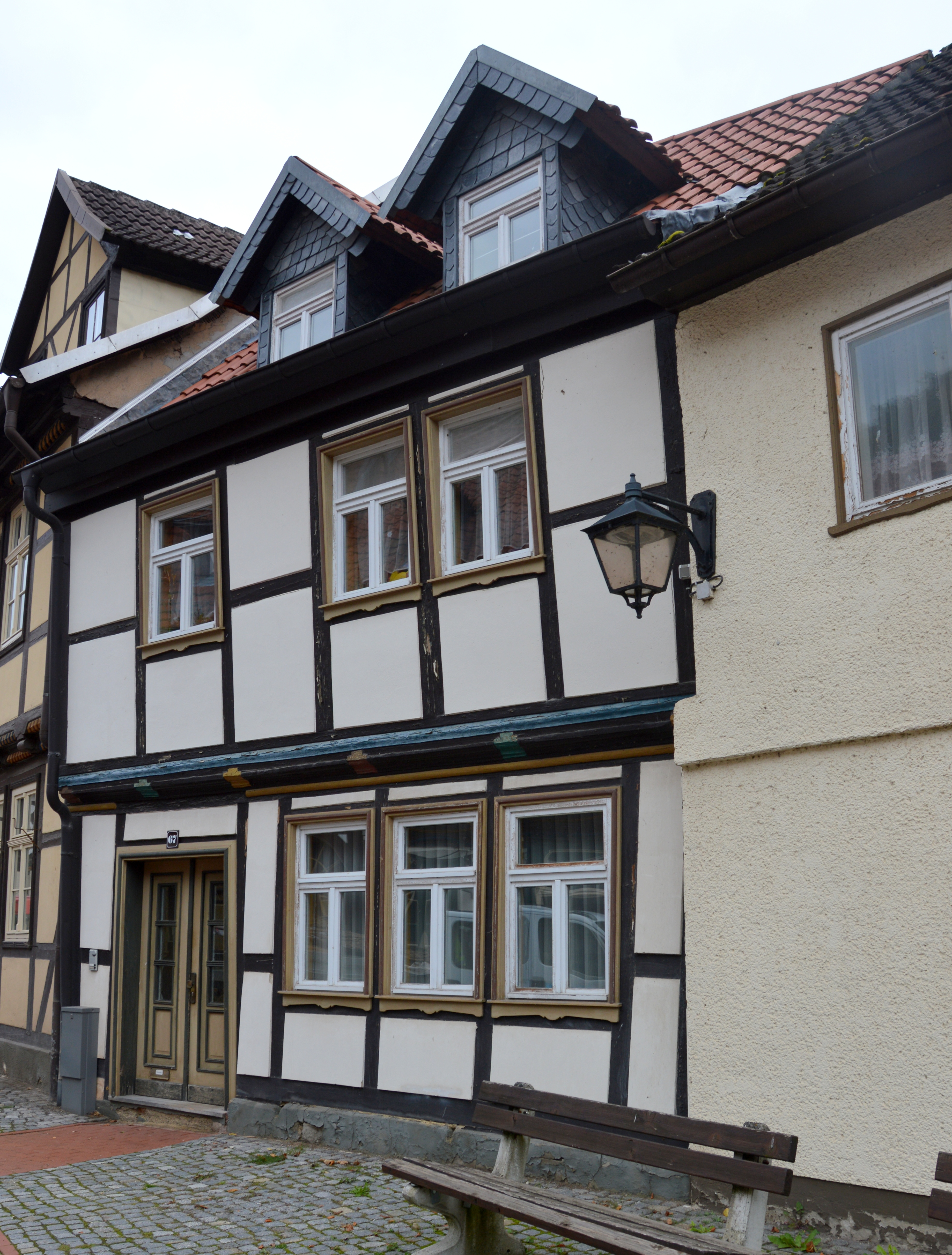
Haus Niedergasse 67

Das Haus Niedergasse 67 ist ein denkmalgeschütztes Wohnhaus in Stolberg (Harz) in der Gemeinde Südharz in Sachsen-Anhalt.

## Lage
Es befindet sich im mittleren Teil der sich hier zu einem kleinen Platz erweiternden Niedergasse auf ihrer östlichen Seite in der Altstadt von Stolberg. Unmittelbar nördlich grenzt das gleichfalls denkmalgeschützte Haus Niedergasse 65 an.

## Architektur und Geschichte
Das zweigeschossige Fachwerkhaus entstand in der Zeit des Barock und stellt ein typisches Kleinbürgerhaus dar. Die Faschen der Fenster und die Stockschwelle sind in besonderer Weise betont. 
Im örtlichen Denkmalverzeichnis ist das Wohnhaus seit dem 30. August 2000 unter der Erfassungsnummer 094 30259 als Baudenkmal verzeichnet. Der Wohnhaus gilt als kulturell-künstlerisch, stadtgeschichtlich sowie städtebaulich bedeutsam.